# جنت‌آباد (خوشاب)
جنت‌آباد، روستایی است از توابع بخش نوده انقلاب و در شهرستان خوشاب استان خراسان رضوی ایران.

## جمعیت
این روستا در دهستان طبس قرار داشته و بر اساس سرشماری سال ۱۳۸۵ جمعیت آن ۳۸۱ نفر (۱۰۷ خانوار)
بوده است.